# Herb gminy Trzebiechów
Herb gminy Trzebiechów – symbol gminy Trzebiechów.

## Wygląd i symbolika
Herb przedstawia na tarczy w polu niebieskim dwa złote lwy z czerwonymi pazurami i językami, dzierżące w pazurach biało-czerwoną tarczę dzieloną z prawa w skos z zieloną literą „T”, nawiązującą do nazwy gminy. 